# Episodi di Webster (quarta stagione)
La quarta stagione della serie televisiva Webster è stata trasmessa in anteprima negli Stati Uniti d'America dalla ABC tra il 20 agosto 1986 e l'8 maggio 1987.
| nº | Titolo originale                | Titolo italiano | Prima TV USA      | Prima TV Italia |
| -- | ------------------------------- | --------------- | ----------------- | --------------- |
| 1  | McGruff                         |                 | 20 agosto 1986    |                 |
| 2  | The landlords                   |                 | 26 settembre 1986 |                 |
| 3  | The derby                       |                 | 3 ottobre 1986    |                 |
| 4  | A run for the money             |                 | 17 ottobre 1986   |                 |
| 5  | Read it and weep                |                 | 24 ottobre 1986   |                 |
| 6  | Witchbusters                    |                 | 31 ottobre 1986   |                 |
| 7  | The tribute                     |                 | 7 novembre 1986   |                 |
| 8  | Kiss me Kate                    |                 | 14 novembre 1986  |                 |
| 9  | Play ball                       |                 | 21 novembre 1986  |                 |
| 10 | The big sleepover               |                 | 5 dicembre 1986   |                 |
| 11 | The man in the red flannel suit |                 | 12 dicembre 1986  |                 |
| 12 | Secrets                         |                 | 9 gennaio 1987    |                 |
| 13 | Leave it to Diva                |                 | 16 gennaio 1987   |                 |
| 14 | A test of character             |                 | 23 gennaio 1987   |                 |
| 15 | Freedom of the press            |                 | 30 gennaio 1987   |                 |
| 16 | Honor thy Grandfather           |                 | 6 febbraio 1987   |                 |
| 17 | Seeing it through               |                 | 13 febbraio 1987  |                 |
| 18 | Our song                        |                 | 20 febbraio 1987  |                 |
| 19 | The K.O. kid                    |                 | 27 febbraio 1987  |                 |
| 20 | Games people play               |                 | 6 marzo 1987      |                 |
| 21 | Katherine the brave             |                 | 20 marzo 1987     |                 |
| 22 | A++ parents                     |                 | 27 marzo 1987     |                 |
| 23 | What price friendship?          |                 | 8 maggio 1987     |                 |